# Schloss Irlbach

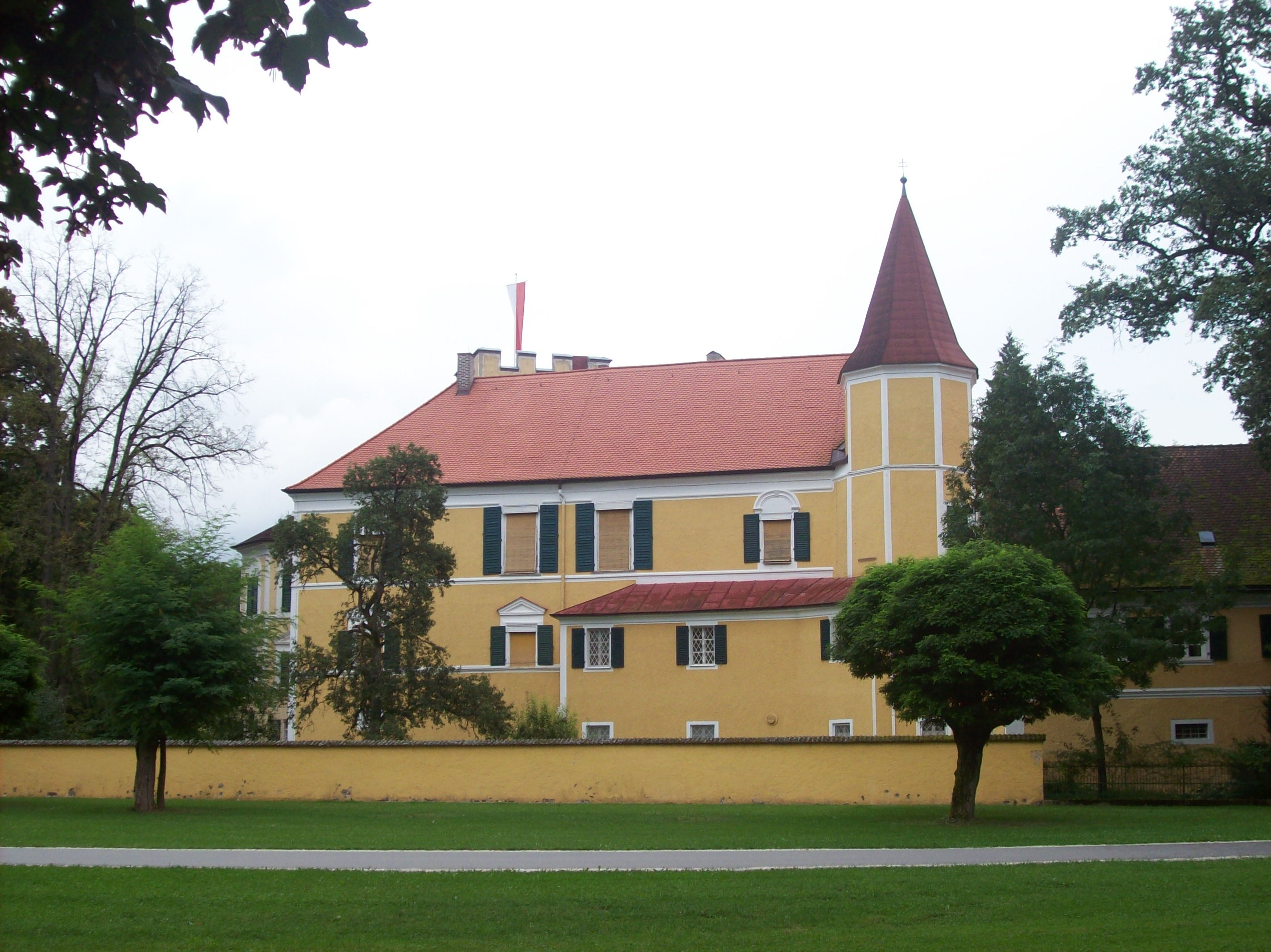
Schloss Irlbach (Außenansicht Westflügel)

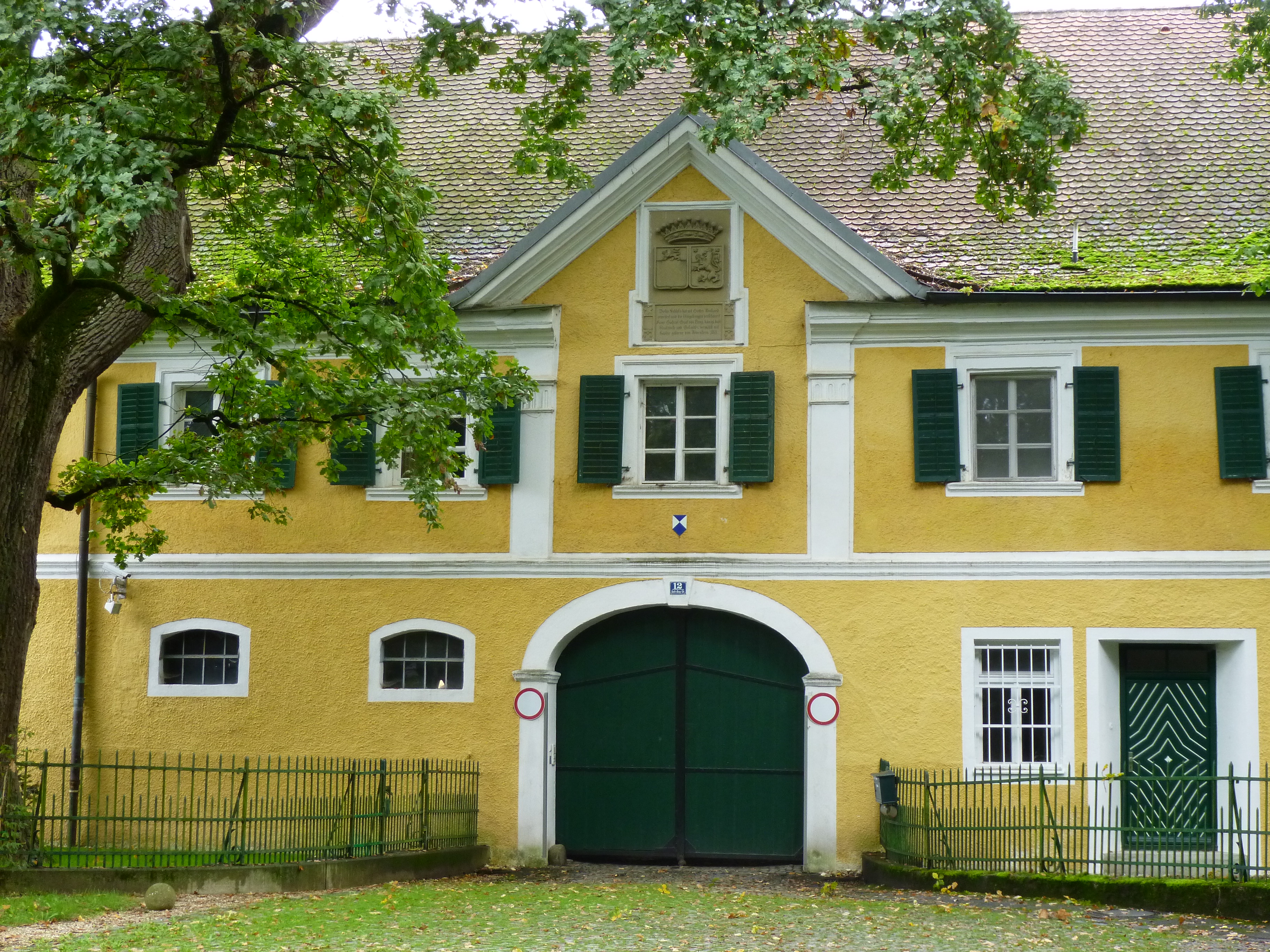
Hoftor zu Schloss Irlbach

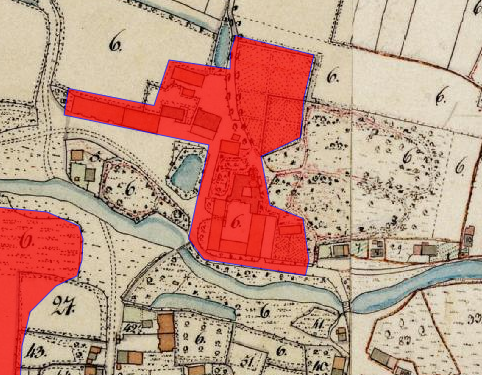
Lageplan von Schloss Irlbach auf dem Urkataster von Bayern

Das Schloss Irlbach liegt in der gleichnamigen niederbayerischen Gemeinde Irlbach im Landkreis Straubing-Bogen (Graf-von-Bray-Straße 12). Es ist unter der Aktennummer D-2-78-140-5 als Baudenkmal verzeichnet. Die Anlage wird ferner als Bodendenkmal unter der Aktennummer D-2-7142-0446 mit der Beschreibung „untertägige mittelalterliche und frühneuzeitliche Befunde im Bereich des ehem. Hofmarkschlosses Irlbach mit Gartenanlage und seiner Vorgängerbauten“ geführt.

## Geschichte
Die Hofmark Irlbach wurde zum Pfleggericht Natternberg gezählt, das Schloss lag allerdings im Gebiet des Landgerichtes Straubing. Als Erstes erschienen dort bis zur zweiten Hälfte des 13. Jahrhunderts die Erlbacher, wie etwa Fridrich der Pankchouer von Erlbach; diese waren ein Ministerialengeschlecht der Grafen von Bogen. Danach kam Irlbach an die Altenburger: Um 1361 teilten sich Eglof, Gilg und Mathäus die Altenburger Irlbach; Zeuge dieser Teilung war Erhard der Rainer zu Schambach. 1394 verkaufte ein Stephan Gustl von Altenburg seinen vierten Teil an der Feste Irlbach an seinen Vetter Eglof von Altenburg. Ein Matheus der Altenburger trat 1407 bei der Vermittlung eines Hofverkaufs an das Kloster Niederaltaich auf. Die Tochter Dorothea dieses Matheus wurde mit Jorg Closner zu Hirschhorn verheiratet. 1451 wurden die Closner als Besitzer von „Schloss Erlbach“ bezeichnet; Jorg Closner ist auch 1465 in der Landtafel eingetragen. Die Schwiegermutter des Jorg Closner soll Agnes Zenger gewesen sein. So war ein Hans Zenger zu Irlbach († 1506) der nächste Besitzer. 1496 wurde er von Herzog Albrecht aufgefordert, sich zu erklären, ob er das Amt des Vormundes über die Kinder des verstorbenen Degenbergers übernehmen wolle. 1506 waren auf Irlbach Tristram und Sigmund, Söhne des Hans Zenger, genannt. In dieser Zeit scheint es zu erbrechtlichen Unstimmigkeiten gekommen zu sein, denn es wurden diverse Nachlassverwalter (Ulrich von Trautmannsdorf, Ulrich von Loppitz, David Puchberger, Georg Perger) genannt. In der Landtafel von 1538 sind die beiden Tristram und Sigmund Zenger angeführt.

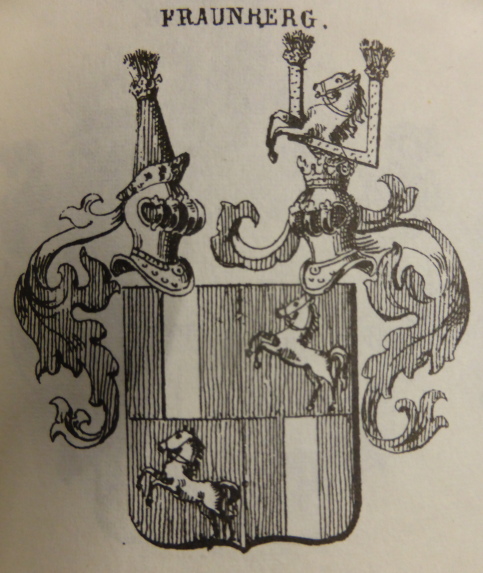
Wappen der Fraunberger nach Siebmachers Wappenbuch

Nächster Besitzer war Sigmund Freiherr zum Degenberg (1543), ihm folgte Maria Freifrau von Degenberg, geborene von Parsberg, und Stephan Frankmann (1546). 1544 war Maria von Degenberg noch zusammen mit Steffan Trautmann als Inhaber der Irlbacher Hofmarksherrschaft genannt. Im 16. Jahrhundert kam Irlbach an die Fraunberger. Der Erste aus dieser Familie war Carl von Fraunberg zu Poxau (Bocksau) und Irlbach, Rat und Hofmarschall von Herzog Albrecht. In der Landtafel des Rentamtes Straubing ist 1570 als Besitzer Hans Christoph von Frauenberg angegeben. Die geborene Fraunbergerin Genofeva brachte den Besitz an Alexander von Grotta. Allerdings musste der Besitz noch weiter unter den Erben des Hans Christoph aufgeteilt werden.
In der Folge erschienen als Hofmarksherren die Tabertshofer (1623), Fränking (1646) und Köck (1653). Durch die Heirat mit einer geborenen von Köck kam der Besitz dann an Johann Wolf von T(D)ürnitz (1712) bzw. an Anna Justina Violanta Freifrau von Türnitz (1752). Nächster Besitzer war Heinrich Christoph Joseph Freiherr von Leoprechting (1756), der die andere Köcktochter Maria Josepha Elisabeth geheiratet hatte. Ihm folgte Franz Xaver Freiherr von Leonprechting († 1788) und dann sein Sohn Heinrich. Dieser veräußerte die Hofmark, die einst ein Ritterlehen der Krone von Bayern gewesen war, 1811 an Franz Gabriel Graf Bray. Die Hofmark war vorher allodifiziert worden. 1814 erhielt Graf Bray dort ein Herrschaftsgericht. Allerdings wurde bereits 1818 das Gericht reextradiert, 1820 wurde wieder ein Patrimonialgericht II. Klasse eingerichtet und dieses blieb bis 1848 bestehen. Durch Heirat kam Irlbach dann an die Familie der Freiherren Poschinger-Bray, die heute noch im Besitz des Schlosses ist.

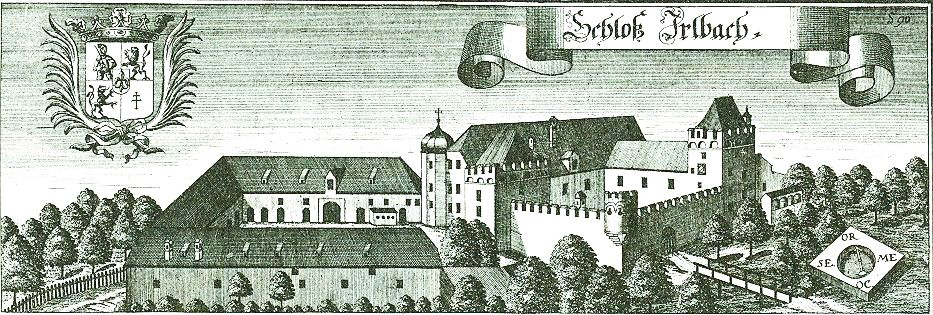
Schloss Irlbach nach einem Stich von Michael Wening von 1721

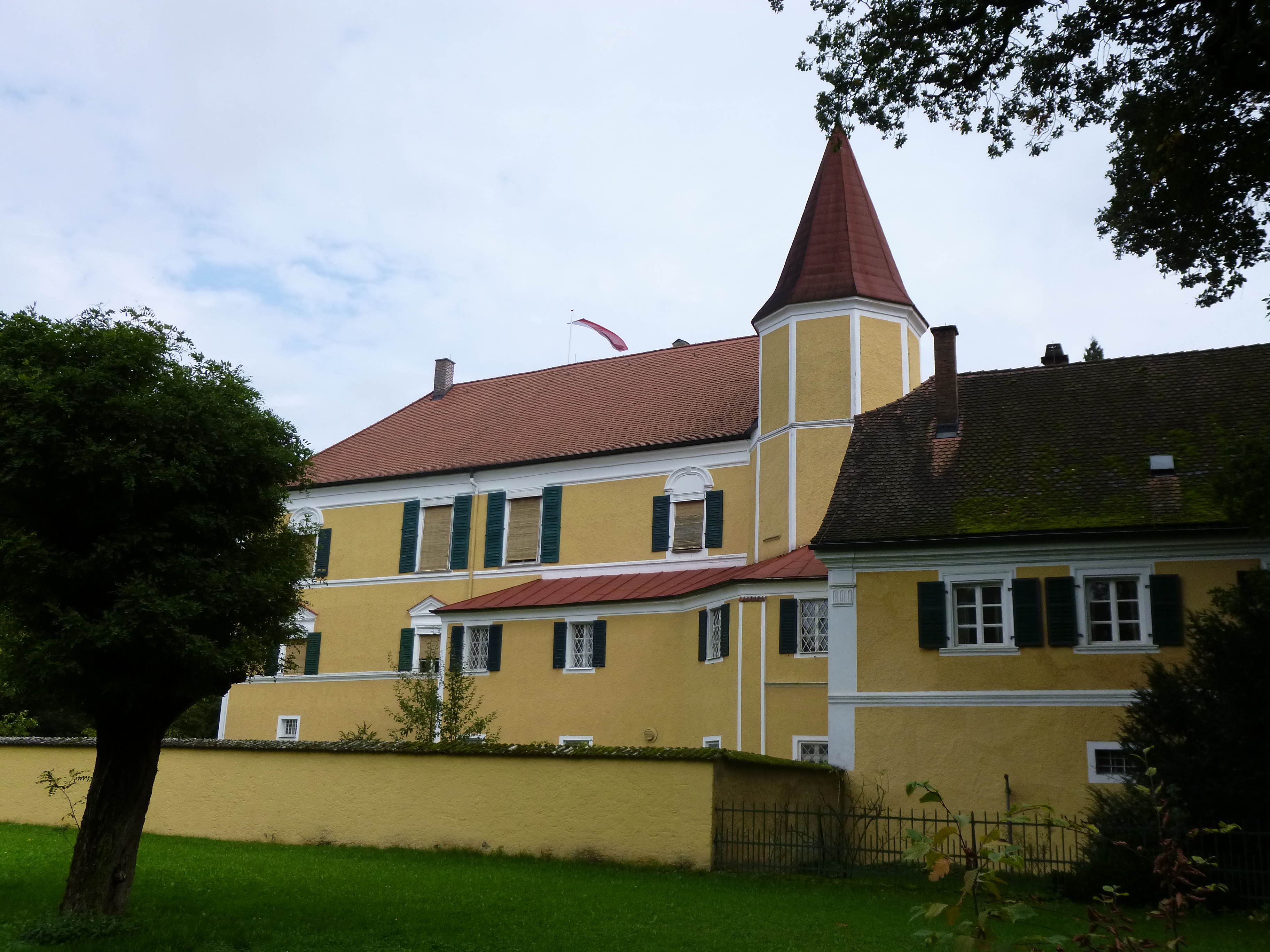
Schloss Irlbach Ansicht Kapellenturm

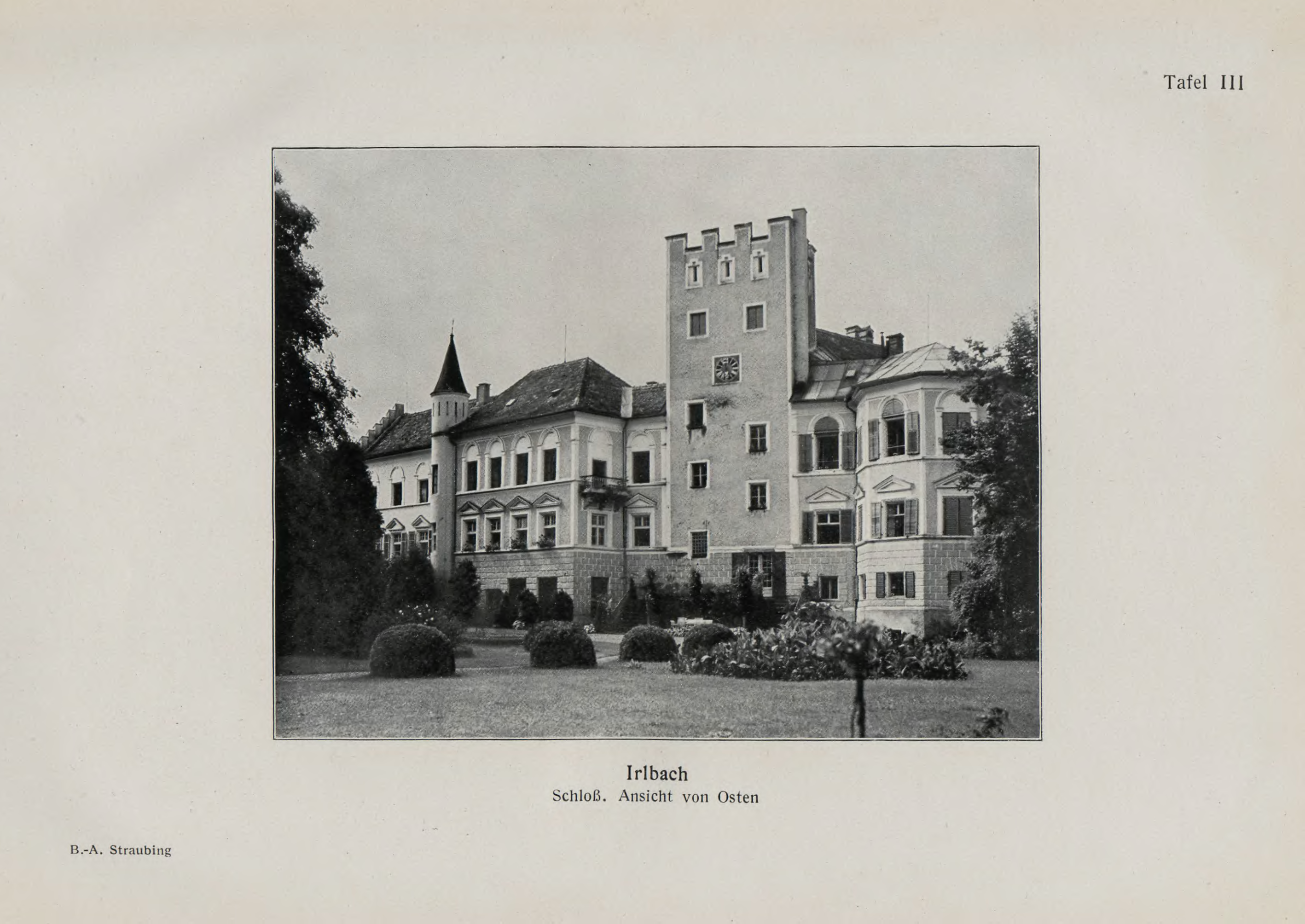
Ostansicht

## Schloss Irlbach einst und jetzt
Das Schloss geht auf das Jahr 1569 zurück. Auf dem Stich von Michael Wening ist ein wehrhafter, burgenähnlicher Bau zu erkennen. Das Wohngebäude wird von einem mit einem Zwiebeldach gedeckten Turm flankiert. Ein Burghof wird durch eine zinnenbekränzte Mauer mit einem kleinen und einem großen Wehrturm geschaffen. Der Torturm und der Bergfried (Treppenturm) sind im Kern noch gotisch. Nach 1818 wurde der Osttrakt mit einer Regotisierung des Bergfrieds erhöht. An der Nordostecke steht heute ein vorspringender polygoner Bibliotheksturm. Die Schlosskapelle ist mit gotisierender Biedermeierarchitektur gestaltet.
An das Gebäude schließt nach Süden ein vorgelagerter dreiflügeliger Wirtschaftshof an. Das heutige Gebäude stammt aus der Mitte des 19. Jahrhunderts, im Innenhof liegt ein neugotischer Brunnen. Der Schlosspark ist im englischen Stil angelegt und stammt aus der ersten Hälfte des 19. Jahrhunderts; damals wurde auch der polygonale Bibliotheksturm angebaut.
Die früher hier bestehende Schlossbrauerei wurde ausgelagert.